# Marija Alexejewna Istomina
Marija Alexejewna Istomina (russisch Мария Алексеевна Истомина; * 20. März 1997 in Ust-Bub) ist eine russische Skilangläuferin.

## Werdegang
Istomina startete im November 2015 in Werschina Tjoi erstmals im Eastern-Europe-Cup und belegte dabei den 73. Platz über 5 km klassisch, den 36. Rang über 10 km Freistil und den 29. Platz im Sprint. Im November 2016 erreichte sie in Werschina Tjoi mit dem zweiten Platz über 5 km Freistil ihre erste Podestplatzierung im Eastern-Europe-Cup. Bei den Nordischen Junioren-Skiweltmeisterschaften 2017 in Soldier Hollow gewann sie die Bronzemedaille über 5 km Freistil und die Goldmedaille mit der Staffel. Zudem errang sie dort den 15. Platz im Sprint und den neunten Platz im Skiathlon. Ihre ersten Weltcuprennen lief sie im Dezember 2017 in Davos, welche sie auf dem 56. Platz im Sprint und auf dem 71. Rang über 10 km Freistil beendete. Im selben Monat wurde sie beim Alpencup in St. Ulrich am Pillersee Dritte im Massenstartrennen über 10 km Freistil. Bei den U23-Weltmeisterschaften 2018 in Goms kam sie auf den 26. Platz im Sprint. Im Februar 2018 wurde sie in Syktywkar russische U23-Meisterin im Skiathlon und siegte in Kononowskaja über 10 km Freistil erstmals im Eastern-Europe-Cup. Im folgenden Monat holte sie in Oslo mit dem 22. Platz im 30-km-Massenstartrennen ihre ersten Weltcuppunkte.
In der Saison 2018/19 belegte Istomina den 21. Platz beim Lillehammer Triple, den zehnten Rang bei der Tour de Ski 2018/19 und den 33. Platz beim Weltcupfinale in Québec. Zudem erreichte sie in Beitostølen mit dem zweiten Platz mit der Staffel ihre erste Podestplatzierung im Weltcup. Bei den U23-Weltmeisterschaften 2019 in Lahti holte sie die Goldmedaille über 10 km Freistil. Beim Saisonhöhepunkt, den nordischen Skiweltmeisterschaften 2019 in Seefeld in Tirol, kam sie auf den 29. Platz im 30-km-Massenstartrennen und auf den 21. Rang im Skiathlon. Die Saison beendete sie auf dem 29. Platz im Gesamtweltcup und auf dem 23. Rang im Distanzweltcup. Nachdem sie aufgrund einer Schwangerschaft in der Saison 2019/20 pausierte, belegte sie in der Saison 2020/21 bei den Nordischen Skiweltmeisterschaften in Oberstdorf den 28. Platz über 10 km Freistil und den 20. Rang im 30-km-Massenstartrennen. Anfang April 2021 wurde sie in Tjumen russische Meisterin im 30-km-Massenstartrennen. Bei den Rollerski-Weltmeisterschaften 2021 im Val di Fiemme gewann sie im 13-km-Massenstartrennen und über 10 km Freistil jeweils die Bronzemedaille. Bei den Olympischen Winterspielen 2022 in Peking wurde sie Neunte im 30-km-Massenstartrennen.

## Siege bei Continental-Cup-Rennen
| Nr. | Datum            | Ort          | Disziplin      | Serie              |
| --- | ---------------- | ------------ | -------------- | ------------------ |
| 1.  | 24. Februar 2018 | Kononowskaja | 10 km Freistil | Eastern Europe Cup |

## Teilnahmen an Weltmeisterschaften und Olympischen Winterspielen

### Olympische Spiele
- 2022 Peking: 9. Platz 30 km Freistil Massenstart

### Nordische Skiweltmeisterschaften
- 2019 Seefeld in Tirol: 21. Platz 15 km Skiathlon, 29. Platz 30 km Freistil Massenstart
- 2021 Oberstdorf: 20. Platz 30 km klassisch Massenstart, 28. Platz 10 km Freistil

### Rollerski-Weltmeisterschaften
- 2021 Val di Fiemme: 3. Platz 13 km klassisch Massenstart, 3. Platz 10 km Freistil

## Platzierungen im Weltcup

### Weltcup-Statistik
Die Tabelle zeigt die erreichten Platzierungen im Einzelnen.
- 1.–3. Platz: Anzahl der Podiumsplatzierungen
- Top 10: Anzahl der Platzierungen unter den ersten zehn
- Punkteränge: Anzahl der Platzierungen innerhalb der Punkteränge
- Starts: Anzahl gelaufener Rennen in der jeweiligen Disziplin
- Hinweis: Bei den Distanzrennen erfolgt die Einordnung gemäß FIS.

| Platzierung               | Distanzrennen a | Distanzrennen a | Distanzrennen a | Distanzrennen a | Distanzrennen a | Skiathlon Verfolgung | Sprint | Etappen- rennen b | Gesamt | Team   | Team    |
| Platzierung               | ≤ 5 km          | ≤ 10 km         | ≤ 15 km         | ≤ 30 km         | > 30 km         | Skiathlon Verfolgung | Sprint | Etappen- rennen b | Gesamt | Sprint | Staffel |
| ------------------------- | --------------- | --------------- | --------------- | --------------- | --------------- | -------------------- | ------ | ----------------- | ------ | ------ | ------- |
| 1. Platz                  |                 |                 |                 |                 |                 |                      |        |                   |        |        |         |
| 2. Platz                  |                 |                 |                 |                 |                 |                      |        |                   |        |        | 1       |
| 3. Platz                  |                 |                 |                 |                 |                 |                      |        |                   |        |        |         |
| Top 10                    |                 |                 |                 |                 |                 | 1                    |        | 1                 | 2      |        | 4       |
| Punkteränge               |                 | 8               | 1               | 1               |                 | 5                    |        | 2                 | 17     |        | 4       |
| Starts                    |                 | 18              | 1               | 1               |                 | 8                    | 6      | 4                 | 38     |        | 4       |
| Stand: Saisonende 2021/22 |                 |                 |                 |                 |                 |                      |        |                   |        |        |         |

### Weltcup-Gesamtplatzierungen
| Saison  | Gesamt | Gesamt | Distanz | Distanz |
| Saison  | Punkte | Platz  | Punkte  | Platz   |
| ------- | ------ | ------ | ------- | ------- |
| 2017/18 | 9      | 93.    | 9       | 68.     |
| 2018/19 | 268    | 29.    | 144     | 23.     |
| 2020/21 | 17     | 84.    | 17      | 55.     |
| 2021/22 | 21     | 76.    | 21      | 50.     |